# Al-Fateh SC
Al-Fateh SC (arab. نادي الفتح الرياضي) – saudyjski klub piłkarski, mający siedzibę w Al-Mubarraz, założony w 1958 roku, grający w rozgrywkach Saudi Professional League.

## Obecny skład
Stan na 17 czerwca 2024
| Nr | Poz. | Piłkarz                              |
| -- | ---- | ------------------------------------ |
| 1  | BR   | Jacob Rinne                          |
| 2  | OB   | Ali Al-Zubaidi                       |
| 5  | OB   | Fahad Al-Harbi                       |
| 7  | PO   | Mukhtar Ali (wypożyczony z Al-Nassr) |
| 8  | PO   | Nooh Al-Mousa                        |
| 10 | PO   | Lucas Zelarayán                      |
| 11 | NA   | Mourad Batna                         |
| 12 | OB   | Saeed Al-Basisi                      |
| 14 | PO   | Mohammed Al-Fuhaid (kapitan)         |
| 15 | PO   | Hassan Abdullah                      |
| 17 | OB   | Marwane Saâdane                      |
| 18 | OB   | Mohammed Al-Saeed                    |
| 20 | NA   | Abdullah Al-Mogren                   |
| 21 | NA   | Djaniny                              |

| Nr | Poz. | Piłkarz          |
| -- | ---- | ---------------- |
| 24 | OB   | Ammar Al-Dohaim  |
| 25 | OB   | Tawfiq Buhumaid  |
| 28 | PO   | Sofiane Bendebka |
| 29 | NA   | Ali Al-Masoud    |
| 37 | NA   | Cristian Tello   |
| 40 | BR   | Sattam Al-Subaie |
| 49 | NA   | Saad Al-Sharfa   |
| 55 | BR   | Waleed Al-Anzi   |
| 64 | OB   | Jason Denayer    |
| 66 | PO   | Abbas Al-Hassan  |
| 70 | PO   | Jordan Harrison  |
| 83 | OB   | Salem Al-Najdi   |
| 87 | OB   | Qasem Lajami     |
| 88 | NA   | Othman Al-Othman |

### Zawodnicy na wypożyczeniu
Stan na 17 czerwca 2024
| Nr | Poz. | Piłkarz                                                                   |
| -- | ---- | ------------------------------------------------------------------------- |
|    | OB   | Ziad Al-Jari (na wypożyczeniu w Al-Orobah FC do 30 czerwca 2024)          |
|    | NA   | Hassan Al-Salis (na wypożyczeniu w Al-Orobah FC do 30 czerwca 2024)       |
|    | BR   | Mustafa Malayekah (na wypożyczeniu w Asz-Szabab Rijad do 30 czerwca 2024) |